# Korg MS-20
 (juin 2013).
Si vous disposez d'ouvrages ou d'articles de référence ou si vous connaissez des sites web de qualité traitant du thème abordé ici, merci de compléter l'article en donnant les références utiles à sa vérifiabilité et en les liant à la section « Notes et références ».
Le Korg MS-20 est un synthétiseur analogique monophonique semi-modulaire, commercialisé initialement en 1978 par Korg, et qui fut en production jusqu'en 1983. Il faisait partie de la série MS d'instruments de Korg, dont faisaient aussi partie le MS-10, synthétiseur à un seul oscillateur, le module sans clavier MS-50, le séquenceur SQ-10, ainsi que le vocodeur VC-10. Les ingénieurs de la société japonaise ont décidé de re-commercialiser, depuis 2013, le MS-20 en deux versions, le MS-20 Mini, qui est une copie exacte du MS-20 original, mais fabriqué à 86 % de la taille du synthétiseur authentique, et le MS-20 Kit, une version à taille réelle en kit (à monter soi-même).
Bien que le MS-20 suive une architecture conventionnelle de synthèse soustractive d'oscillateurs, filtres et d'amplificateurs, son panneau de câblage permet de router partiellement les signaux audio et de modulation. Celui-ci inclut aussi un module de traitement de signaux externes. Cette flexibilité a mené à la résurgence de l'instrument lors de la réapparition des synthétiseurs analogues vers la fin des années 1990.

## Trajet audio

### Oscillateurs
Le MS-20 a deux oscillateurs (VCO). L'onde en sortie du premier, VCO1, peut prendre une forme triangulaire, en dents de scie ou rectangulaire à largeur variable, ainsi que produire du bruit blanc. La sortie du second (VCO2) quant à elle peut être une onde en dents de scie, carrée, rectangulaire, ou ring mod. Cette dernière est en fait un OU exclusif entre l'onde rectangulaire de VCO1 et l'onde carrée de VCO2. Malgré le fait que la largeur de l'onde rectangulaire de VCO1 soit variable, il n'y a pas moyen de contrôler celle-ci via un signal de modulation, et en conséquence il est impossible de faire un son de type modulation de largeur d'impulsion, communément appelé PWM (de l'anglais Pulse Width Modulation).

### Filtres
Il y a deux filtres contrôlés en tension (VCF) en série sur le MS-20. Le premier est un filtre passe-haut de 6 dB par octave, alors que le second est un filtre passe-bas de 12 dB par octave. La résonance de ceux-ci (appelée « peak » par Korg) est ajustable mais ne peut être contrôlée en tension.

### Sortie
Le composant final du trajet du signal audio est un amplificateur contrôlé en tension (VCA). Il s'agit d'un modèle à transistor unique, basé sur le NEC 2SC945, un transistor de silicium de type NPN.

## Modulation

### Générateur de modulation
Le MS-20 a un oscillateur à basse fréquence, ou LFO, identifié comme « modulation generator » sur l'instrument. Celui-ci a deux paramètres variables, « rate » et « shape » (fréquence et forme), ainsi que deux sorties, soient « pulse » et « sloped » (impulsion et en pente).
Le paramètre shape est une fonctionnalité inhabituelle pour l'époque. Il affecte le rapport cyclique de la sortie pulse et la forme de la sortie sloped. Lorsque le contrôle est complètement à gauche, la largeur d'impulsion est très grande et la sortie en pente est une onde en dents de scie montante. À l'opposé, l'impulsion est très étroite et la pente est celle d'une onde en dents de scie descendante. À mi-chemin, l'impulsion est à 50 % de largeur et l'onde est un signal triangulaire.
La sortie pulse est disponible dans le panneau de câblage. Sa valeur varie entre 0 V et +5 V, et il est possible de s'en servir pour déclencher le « sample and hold » ou bien les générateurs d'enveloppes.
La sortie sloped varie de -2,5 V à 2,5 V et est elle aussi disponible par le panneau de câblage. Elle se retrouve aussi dans le bus de modulation permettant de faire varier la fréquence des VCO et la fréquence de coupure des VCF sans devoir utiliser le panneau de câblage.

### Enveloppes
Il y a deux générateurs d'enveloppes sur le MS-20, EG1 et EG2. EG1 possède les paramètres delay (délai), attack (attaque) et release (relâchement), tandis qu'EG2 a les paramètres hold (tenue), attack, decay, sustain (maintien) et release. Les deux générateurs peuvent être déclenchés par une tension de contrôle.

### Autres sources et options
Le MS-20 comprend aussi une source de bruit (blanc et rose), un VCA vactrol, une roulette de contrôle (fréquemment appelée mod wheel) et un bouton de déclenchement. Il est par ailleurs possible de connecter le MS-20 à un séquenceur tel le SQ-10. Cela implique d'utiliser les entrées de déclenchement contrôlé en tension sur le MS-20.

## Traitement de signal externe
On retrouve dans le MS-20 un convertisseur fréquence-voltage, un détecteur d'enveloppe et un détecteur de « gate » (qui détecte tout signal au-dessus d'un certain seuil d'amplitude), lesquels peuvent être utilisés à l'aide d'un signal externe au synthétiseur. Il est ainsi possible de générer des signaux de déclenchement à l'aide de tout signal externe, comme un enregistrement vocal ou musical, et d'utiliser ces signaux pour contrôler des paramètres du MS-20.

## Logiciel
Il existe une version logicielle émulée du MS-20 développée par Korg comme élément de leur Korg Legacy Collection, comprenant une suite logicielle recréant certains de leurs synthétiseurs matériels. Ce même logiciel faisait partie de l'expansion LAC-1 du Korg OASYS et fait partie du moteur sonore du Korg Kronos.
KORG DS-10 est un programme de création musicale développé pour le Nintendo DS qui émule les synthétiseurs de la famille MS de Korg.
Une version iMS-20 compatible avec le MS-20 de la Legacy Collection est disponible pour Apple iPad.